# Update (SQL)
Update је наредба у SQL језику којом се ажурирају одређени редови. Да би ажурирање било успешно, корисник мора имати неопходан приступ да може да користи UPDATE наредбу. Овај приступ се обично зове и UPDATE привилегија. Општа синтакса за ову наредбу изгледа овако:
```
UPDATE
 
naziv_tabele
 
SET
 
kolona1
 
=
 
vrednost1
,
 
kolona2
 
=
 
vrednost2
 
...
 
[
WHERE
 
uslov
]

```

## Примери
Следећа наредба ставња вредност 1 у Колону 1, само на местима где је вредност Колоне 2 једнака а. Ово наравно само важи за наведену табелу.
```
UPDATE
 
Tabela1

   
SET
 
Kolona1
 
=
 
1

 
WHERE
 
Kolona2
 
=
 
'a'

```

 Слично претходном примеру, могуће је манипулисати више вредност кроз један упит, уколико је услов исти.

```
UPDATE
 
Tabela1

   
SET
 
Kolona1
 
=
 
9
,

       
Kolona2
 
=
 
4

 
WHERE
 
Kolona2
 
=
 
'a'

```

 Уколико није потребан неки услов, већ је ажурирање помоћу -{UPDATE}- потребно за све редове, цела WHERE калузула се може исоставити, што би изгледало овако:

```
UPDATE
 
Tabela1

   
SET
 
Kolona1
 
=
 
1
,

       
Kolona2
 
=
 
2

```